# Maybe 恋が聴こえる
『Maybe 恋が聴こえる』（メイビー こいがきこえる）は、2023年10月17日（16日深夜）から12月22日（21日深夜）までTBSテレビの「よるおびドラマ」枠にて放送されたテレビドラマ。主演は本作が女優デビューの大和奈央。

## キャスト

### 主要人物
桃井蕾未（ももい つぼみ）
演 - 大和奈央（幼少期：吉田帆乃華）
主人公。声優になることを夢見て徳島から上京したが、理想と現実の壁にブチ当たり、夢を諦めかけるの際、“推し声”と出会ったことをきっかけに、ふたたび勇気と希望を掴んで、“推し声”の主を探し始める。
音瀬陸（おとせ りく）
演 - 橋本涼
声優志望のイケボ男子。元子役。“推し声”の主の候補。
朝倉奏汰（あさくら そうた）
演 - 醍醐虎汰朗
声優志望のイケボ男子。“推し声”の主の候補。

### 東京ACT声優学院
黒岩紫音（くろいわ しおん）
演 - 森愁斗
蕾未のクラスメイト。歌とダンスに強みを持つ。声優アイドル志望。
郷内里歌（ごうち りか）
演 - 坂本彩
蕾未のクラスメイト。
南音羽（みなみ おとは）
演 - 菊地姫奈
蕾未のクラスメイト。声優アイドル志望。
萩原弦（はぎわら げん）
演 - 横田拓也
蕾未のクラスメイト。奏汰や紫音らと仲が良い。
佐々木右響（ささき うきょう）
演 - 若林星弥
蕾未のクラスメイト。奏汰や紫音らと仲が良い。
角田詩子（つのだ うたこ）
演 - 黒沢ともよ
講師。
深町裕人（ふかまち ゆうと）
演 - 木村昴
カリスマ講師。
番場浩一郎（ばんば こういちろう）
演 - 森川智之
校長。

### 蕾未の関係者
桃井凛（ももい りん）
演 - 岸本小雪（幼少期：白岩桜）
蕾未が声優を目指すきっかけとなった姉。
柴田寧々（しばた ねね）
演 - 和多田萌衣
バイト先の先輩。
久慈壮馬（くじ そうま）
演 - 樋口幸平
蕾未のバイト先の先輩。
桃井奈美恵（ももい なみえ）
演 - 島崎和歌子
蕾未の母親でシングルマザー。

### 陸の関係者
音瀬麗華（おとせ れいか）
演 - 凰稀かなめ
陸の母親。元タカラジェンヌの人気女優。
橋口琴音（はしぐち ことね）
演 - 佐々木舞香（=LOVE）
若手アーティスト。陸の元子役仲間。

## スタッフ
- 企画・原案 - 秋元康[1]
- 脚本 - 池田奈津子、神田優[8]
- ナレーション - 三石琴乃[7]
- 音楽 - 伊賀拓郎[9]
- 主題歌 - ヘッドフォンの中の世界「好きって何だ?」（ユニバーサル ミュージック）[9]
- 演出 - 井村太一、武藤淳、酒見顕守、新山康幸[8]
- プロデュース - 関川友理、佐久間晃嗣[1]
- 製作著作 - TBS

## 放送日程
| 編         | 週     | 各話   | 放送日   | サブタイトル                               | 脚本       | 演出     |
| ---------- | ------ | ------ | -------- | ------------------------------------------ | ---------- | -------- |
| 声優学校編 | 第1週  | 第1話  | 10月17日 | はじまりは、君の声                         | 池田奈津子 | 井村太一 |
| 声優学校編 | 第1週  | 第2話  | 10月18日 | 愛しのエンジェルハニーボイス               | 池田奈津子 | 井村太一 |
| 声優学校編 | 第1週  | 第3話  | 10月19日 | 雲とバス停と聖地巡礼                       | 池田奈津子 | 井村太一 |
| 声優学校編 | 第1週  | 第4話  | 10月20日 | 自称、天才少女の叫び                       | 池田奈津子 | 井村太一 |
| 声優学校編 | 第2週  | 第5話  | 10月24日 | こじらせイケボ男子の憂鬱                   | 池田奈津子 | 井村太一 |
| 声優学校編 | 第2週  | 第6話  | 10月25日 | 俺と恋愛してみる?                          | 池田奈津子 | 井村太一 |
| 声優学校編 | 第2週  | 第7話  | 10月26日 | こじらせイケボ男子の過去                   | 池田奈津子 | 井村太一 |
| 声優学校編 | 第2週  | 第8話  | 10月27日 | エンジェルハニーボイスの正体               | 池田奈津子 | 井村太一 |
| 声優学校編 | 第3週  | 第9話  | 10月31日 | 恋とダンスはうまく踊れない                 | 池田奈津子 | 井村太一 |
| 声優学校編 | 第3週  | 第10話 | 11月01日 | イケボ男子たちの事情                       | 池田奈津子 | 井村太一 |
| 声優学校編 | 第3週  | 第11話 | 11月02日 | イケボ男子のカカカタ片想い                 | 池田奈津子 | 井村太一 |
| 声優学校編 | 第3週  | 第12話 | 11月03日 | 君が好きだと叫びたい                       | 池田奈津子 | 井村太一 |
| 声優学校編 | 第4週  | 第13話 | 11月07日 | イケボファイブとWデート                    | 池田奈津子 | 井村太一 |
| 声優学校編 | 第4週  | 第14話 | 11月08日 | 君が好きだからだよ                         | 池田奈津子 | 井村太一 |
| 声優学校編 | 第4週  | 第15話 | 11月09日 | はじめてのチュウ                           | 池田奈津子 | 井村太一 |
| 声優学校編 | 第4週  | 第16話 | 11月10日 | 好きな人の声だから                         | 池田奈津子 | 井村太一 |
| 声優学校編 | 第5週  | 第17話 | 11月14日 | 俺のことが好きらしいな…?                   | 池田奈津子 | 武藤淳   |
| 声優学校編 | 第5週  | 第18話 | 11月15日 | 彼が退学した理由                           | 池田奈津子 | 武藤淳   |
| 声優学校編 | 第5週  | 第19話 | 11月16日 | イケボ男子の優しい嘘                       | 池田奈津子 | 武藤淳   |
| 声優学校編 | 第5週  | 第20話 | 11月17日 | さよならエンジェルハニーボイス             | 池田奈津子 | 武藤淳   |
| 声優学校編 | 第6週  | 第21話 | 11月21日 | 初デートの惨劇                             | 神田優     | 武藤淳   |
| 声優学校編 | 第6週  | 第22話 | 11月22日 | 私の名前で私を呼んで                       | 神田優     | 武藤淳   |
| 声優学校編 | 第6週  | 第23話 | 11月23日 | 恋人じゃないから                           | 神田優     | 武藤淳   |
| 声優学校編 | 第6週  | 第24話 | 11月24日 | こじらせイケボ男子の告白                   | 池田奈津子 | 武藤淳   |
| 社会人編   | 第7週  | 第25話 | 11月28日 | 卒業から一年後                             | 池田奈津子 | 新山康幸 |
| 社会人編   | 第7週  | 第26話 | 11月29日 | ロマンティックあげるよ                     | 池田奈津子 | 新山康幸 |
| 社会人編   | 第7週  | 第27話 | 11月30日 | あの日聴いた声の名前を僕達はまだ知らない。 | 池田奈津子 | 新山康幸 |
| 社会人編   | 第7週  | 第28話 | 12月01日 | こじらせイケボ男子の夢                     | 池田奈津子 | 新山康幸 |
| 社会人編   | 第8週  | 第29話 | 12月05日 | たとえ声を失くしても                       | 池田奈津子 | 武藤淳   |
| 社会人編   | 第8週  | 第30話 | 12月06日 | ファーストキッスは終わらない               | 池田奈津子 | 武藤淳   |
| 社会人編   | 第8週  | 第31話 | 12月07日 | 戦友女子の逆襲                             | 池田奈津子 | 武藤淳   |
| 社会人編   | 第8週  | 第32話 | 12月08日 | また好きになっていい?                      | 池田奈津子 | 武藤淳   |
| 社会人編   | 第9週  | 第33話 | 12月12日 | Re:戦友女子の逆襲                          | 池田奈津子 | 井村太一 |
| 社会人編   | 第9週  | 第34話 | 12月13日 | 消えたエンジェルハニーボイス               | 池田奈津子 | 井村太一 |
| 社会人編   | 第9週  | 第35話 | 12月14日 | あの子コンプレックス                       | 池田奈津子 | 井村太一 |
| 社会人編   | 第9週  | 第36話 | 12月15日 | バス停で抱きしめて                         | 池田奈津子 | 井村太一 |
| 社会人編   | 第10週 | 第37話 | 12月19日 | こちらエンジェルハニーボイスです           | 池田奈津子 | 井村太一 |
| 社会人編   | 第10週 | 第38話 | 12月20日 | 大キライなあなたへ                         | 池田奈津子 | 井村太一 |
| 社会人編   | 第10週 | 第39話 | 12月21日 | エンジェルハニーボイス現る                 | 池田奈津子 | 井村太一 |
| 社会人編   | 第10週 | 第40話 | 12月22日 | ヘッドフォンの中の恋人                     | 池田奈津子 | 井村太一 |

- 第2話は前日放送の火曜ドラマ『マイ・セカンド・アオハル』拡大放送（22:00 - 23:12）のため、15分繰り下げられ、0時55分 - 1時10分に放送された。
- 第26話は前日放送の火曜ドラマ『マイ・セカンド・アオハル』拡大放送（22:00 - 23:12）のため、15分繰り下げられ、0時55分 - 1時10分に放送された。
- 第39話は前日放送の『news23』拡大放送（23:30 - 翌0:26）のため、30分繰り下げられ、1時10分 - 1時25分に放送された。
- 第40話前日放送の『櫻井・有吉THE夜会』拡大放送（22:00 - 23:27）のため、30分繰り下げられ、0時56分 - 1時11分に放送された。